# Пітер Кормак
Пітер Кормак (англ. Peter Cormack; 17 липня 1946, Единбург — 10 жовтня 2024) — шотландський футболіст, що грав на позиції півзахисника. По завершенні ігрової кар'єри — футбольний тренер.
Виступав, зокрема, за клуби «Гіберніан» та «Ліверпуль», а також національну збірну Шотландії.

## Клубна кар'єра
У дорослому футболі дебютував 1962 року виступами за команду «Гіберніан», в якій провів сім сезонів, взявши участь у 182 матчах чемпіонату. З сезону 1964/65 був основним гравцем команди і одним з її головних бомбардирів, маючи середню результативність на рівні 0,41 голу за гру першості. Крім того 1967 року футболіст недовго грав на правах оренди за канадський «Торонто Сіті».
У березні 1970 року Кормак був проданий в англійський «Ноттінгем Форест» за 85 тис. фунтів. У своїх двох сезонах на Сіті Граунд, він забив 15 голів в 74 матчах чемпіонату (20 голів у 86 іграх усіх змаганнях).
За підсумками сезону 1971/72 «лісники» вилетіли з Першого дивізіону і в липні 1972 року за плату в розмірі 110 тис. фунтів шотландець перейшов у «Ліверпуль». Після переходу Пітеру довелося чекати свого дебюту 7 матчів, поки 2 вересня він не вийшов в матчі з «Дербі Каунті», а в наступному турі забив у ворота «Вулвергемптон Вондерерз», після чого не пропустив всі наступні 30 матчів сезону, забивши при цьому 8 голів. За допомогою Кормака, якого тренер Білл Шенклі перевів у центр півзахисту, «Ліверпуль» виграв чемпіонат Англії сезону 1972/73, а головне — Пітер приніс «червоним» перший євротрофей — Кубок УЄФА. У сезоні 1973/74 Пітер зіграв всі 42 матчі в чемпіонаті і завоював разом з командою Кубок Англії. Але в наступному сезоні Кормак не витримав конкуренції з боку Рея Кеннеді, якого Боб Пейслі перевів у центр півзахисту, і став рідше виходити на поле. Він ще став чемпіоном Англії 1976 року, провівши 16 матчів у сезоні, а також став володарем Суперкубка Англії та Кубка УЄФА (де в обох вирішальних матчах на поле не виходив) однак у листопаді 1976 року   перейшов у «Бристоль Сіті» за 50 тис. фунтів, де провів три з половиною роки.
На початку 1980 року Кормак повернувся в рідний «Гіберніан», але того ж року завершив ігрову кар'єру і очолив «Партік Тісл». Тренуючи цю команду, у сезоні 1983/84 він одного разу ще вийшов на поле як гравець у матчі другого шотландського дивізіону.

## Виступи за збірну
25 червня 1966 року дебютував в офіційних матчах у складі національної збірної Шотландії в товариській грі проти збірної Бразилії (1:1). Залучався до матчів збірної до 1971 року, зігравши за цей час лише 9 матчів.
Згодом у складі збірної ще був учасником чемпіонату світу 1974 року у ФРН, проте на поле так і не вийшов.

## Кар'єра тренера
У 1980-1984 роках Кормак був тренером нижчолігового шотландського клубу «Партік Тісл», після чого очолював кіпрський «Анортосіс» і збірну Ботсвани. Згодом тривалий час працював помічником Алекса Міллера у «Гіберніані».
У грудні 2000 року він був десять днів тренером клубу «Ковденбіт», але був звільнений з посади, так і не провівши жодного матчу. Після цього він очолював клуб «Грінок Мортон» в період з липня 2001 року по березень 2002 року, який став останнім місцем його тренерської роботи.

## Титули і досягнення
- Чемпіон Англії (2):

«Ліверпуль»: 1972–73, 1975–76
- Володар Кубка Англії (1):

«Ліверпуль»: 1973–74
- Володар Суперкубка Англії (2):

«Ліверпуль»: 1974, 1976
- Володар Кубка УЄФА (2):

«Ліверпуль»: 1972–73, 1975-76